# Károly Haller
Károly Haller (n. 14 octombrie 1836, Sibiu – d. 7 februarie 1911, Budapesta) a fost jurist, profesor universitar, primar al Clujului în perioada 1 august 1884 – 1 mai 1886.
În anii 1873/74 și 1890/91 a fost decanul facultății de drept, iar în anul universitar 1880/81 rectorul Universității Franz Joseph din Cluj.